# Dicallaneura kirschi
Dicallaneura kirschi är en fjärilsart som beskrevs av Johannes Karl Max Röber 1886. Dicallaneura kirschi ingår i släktet Dicallaneura och familjen Riodinidae. Inga underarter finns listade i Catalogue of Life.